# Botté de transformation

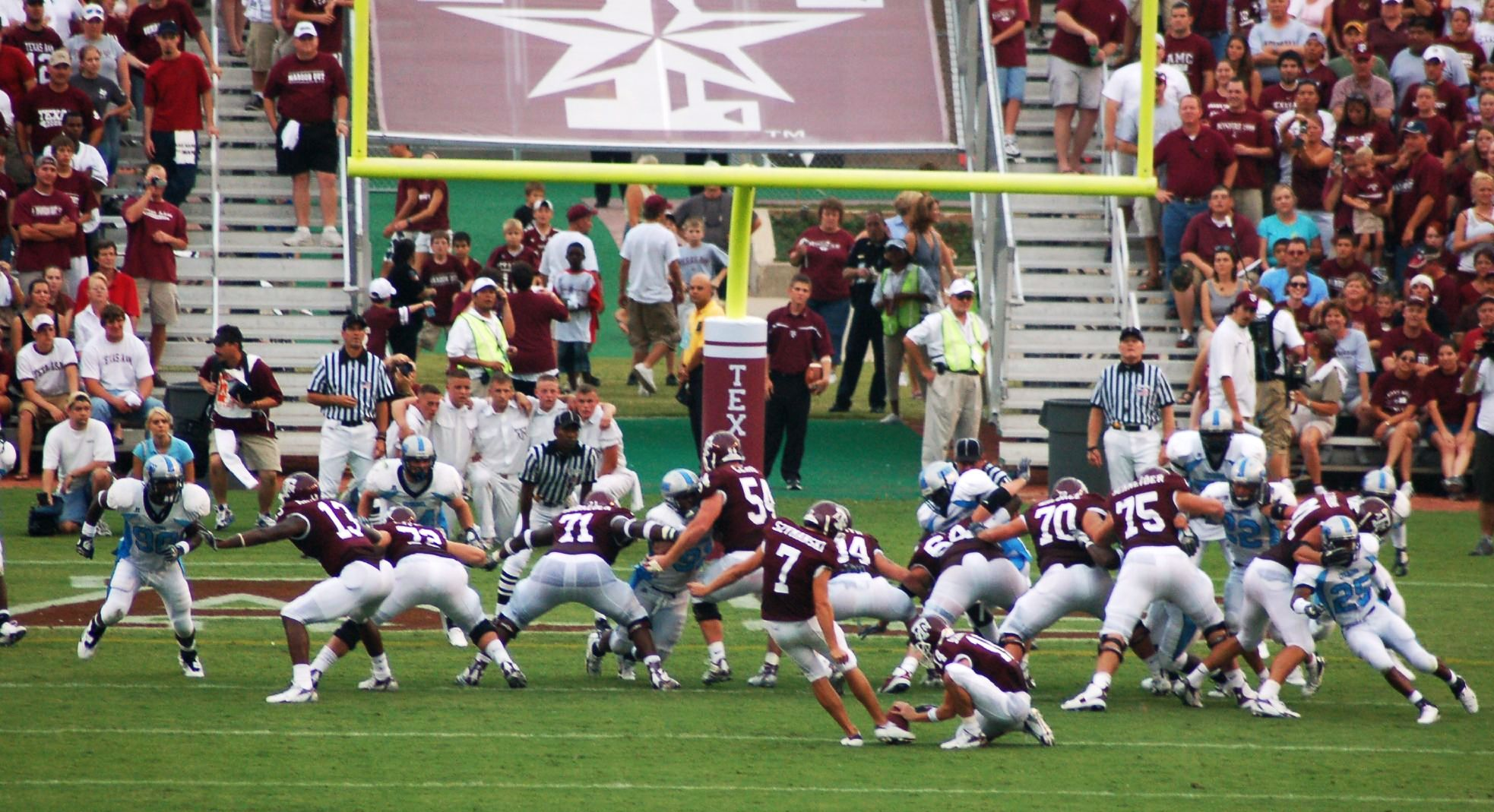
Matt Szymanski dans un botté de transformation. Texas A&M vs. The Citadel college en 2006

Le botté de transformation ou l’extra point, est une option, au football canadien et au football américain, de marquer immédiatement après un touché (touchdown) un point supplémentaire, amenant pour cette séquence de jeu le total de points de 6 à 7.
L'équipe qui vient de marquer le touché choisit de tenter soit la transformation d'un point par un botté, soit la transformation de deux points. Si elle prend le premier choix, elle doit effectuer l'équivalent d'un botté de placement (field goal) de la ligne de 25 verges (yards) pour le football canadien (LCF), 3 verges pour le football américain amateur et 15 verges pour le football américain professionnel (NFL). Avant 2015, les distances pour la LCF et la NFL étaient de 5 verges et 2 verges respectivement. Les distances ont été augmentées car l'obtention du point était presque automatique. Par exemple, le taux de réussite était de 99,4 % lors de la saison 2014 de la LCF. Pour obtenir le point, le ballon doit passer entre les deux poteaux des buts adverses.
Au football canadien, si l'équipe défensive prend possession du ballon en bloquant le botté, elle peut marquer deux points en marquant un touché dans la zone des buts de l’équipe qui tentait la transformation. Si le jeu se termine avec l’équipe défensive en possession du ballon dans sa propre zone des buts ou sur le terrain, aucun point n’est marqué.

## Annexe